# ハナカンザシ
ハナカンザシ（花簪、学名: Rhodanthe chlorocephala ssp. rosea）は、キク科ロダンテ属の一年草である。
和名は、花茎の先につく赤い蕾から簪（かんざし）を連想したものといわれる。

## 形態・生態
草丈は20〜60cmで、枝分かれして伸びる。
葉は幅3mm、長さ20～30mmほど。
花は15〜20mmほど。花弁は八重咲きで、触ると乾いてカサカサしている。花弁に見えるのは総苞片であり、中央に見える黄色い部分が筒状花である。キク特有の香りがする。原産地のオーストラリアでは8月から11月が花期となる（北半球の日本では冬から春に当たる）。

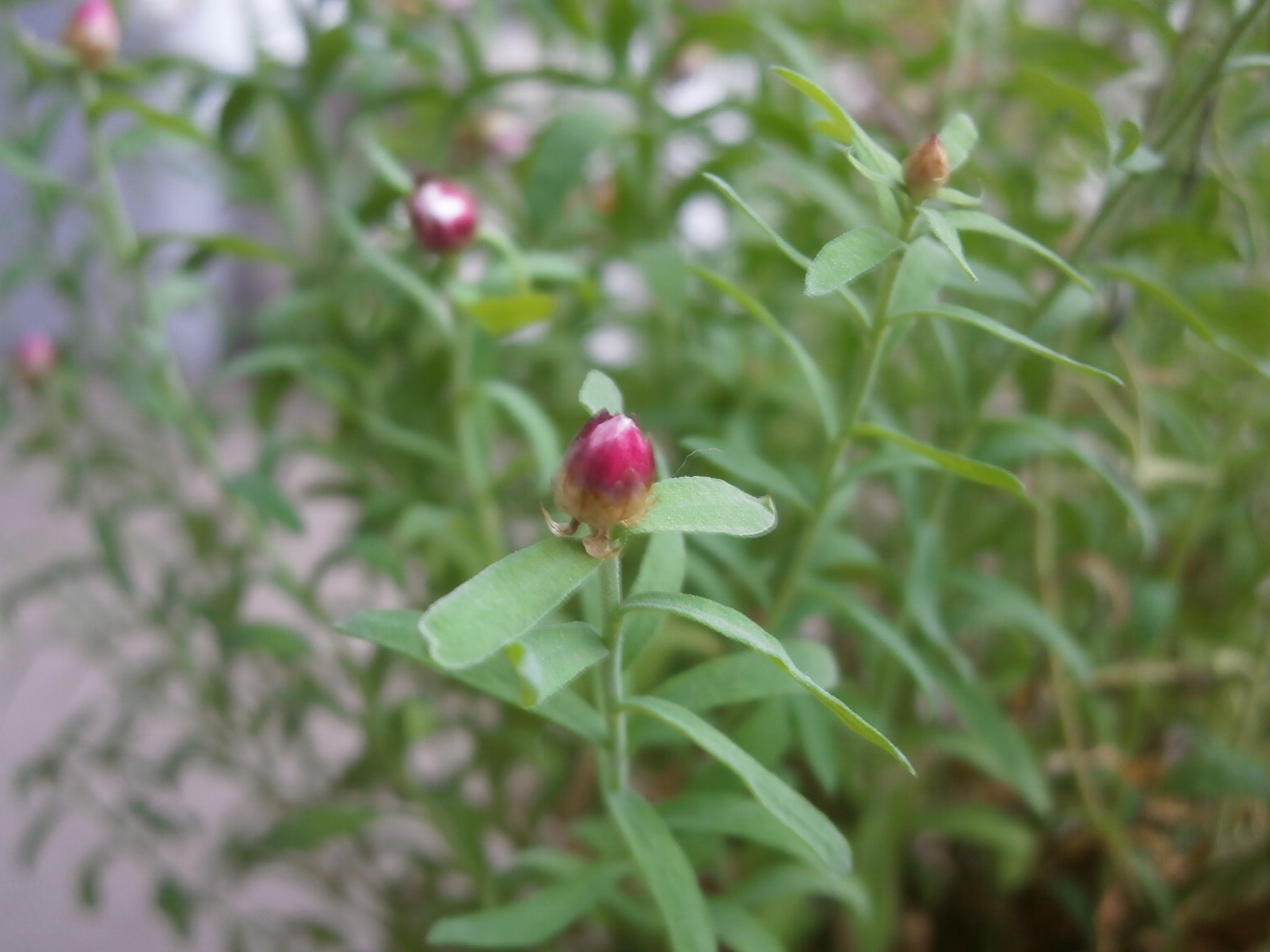
蕾

## 分布
原産地は、オーストラリア西南部。乾燥を好むので、砂地ではよく成長する。戸外でも育つが、雨に当たると茎が細く倒れやすい。